# HD196362
HD196362 — хімічно пекулярна зоря спектрального класу A2, що має видиму зоряну величину в смузі V приблизно  6,4.
Вона  розташована на відстані близько 701,4 світлових років від Сонця
й наближається до нас зі швидкістю близько 63км/сек. Цей об'єкт є спектрально-подвійною зорею.

## Фізичні характеристики
Зоря HD196362 обертається порівняно повільно навколо своєї осі. Проєкція її екваторіальної швидкості на промінь зору становить  Vsin(i)= 15км/сек.